# 林明玉
林明玉（1937年10月—2019年4月6日），汉族，海南儋州人，中华人民共和国政治人物，曾任海南省政协副主席、秘书长，海南省人大常委会副主任，海口市委书记。1948年1月参加革命工作，1960年10月加入中国共产党。